# 宛州
宛州，中国南北朝时设置的州。
南朝梁在大通年间，乘北魏内乱，趁机在其南部边境置宛州。因治所在宛（在今河南省南阳市宛城区）而得名。唐朝武德三年（620年），又以南阳县和舂陵郡的上马县置宛州，并置云阳、上宛、安固三县。武德八年（625年），宛州废。